# 斉藤隆志
齋藤 隆志（さいとう たかし、1949年4月12日 -  ）は、日本の外交官。セネガル駐箚特命全権大使、ミャンマー駐箚特命全権大使を歴任した。

## 経歴・人物
東京都出身。1974年東京大学文学部卒業、外務省入省。条約局法規課課長補佐、在パプアニューギニア大使館一等書記官、在イタリア大使館一等書記官、大蔵省出向（主計局主査）。
1990年経済局開発途上地域課長、1992年在フランス日本国大使館参事官、1995年香港総領事館領事、1997年在ドイツ日本国大使館参事官・公使、2000年在タイ日本国大使館公使、2002年在カナダ日本国大使館公使を経て、2004年から2006年まで独立行政法人日本貿易振興機構理事。
2006年に駐セネガル特命全権大使。駐マリ共和国、駐ガンビア、ギニアビサウ兼任。2008年免駐マリ共和国。2010年にはセネガル財務大臣との間で無償資金協力29億1000万余の書簡の交換をダカールで行った。
2010年駐ミャンマー特命全権大使。2012年3月、ミャンマーの国家計画・経済開発大臣との間で16億円の無償資金協力に関する書簡の交換を行った。2012年10月30日退官。2013年1月29日株式会社大林組非常勤顧問。
2023年、瑞宝中綬章受章。

## 同期入省
- 佐々江賢一郎（12年駐米大使・10年外務事務次官・08年政務担当外務審議官）
- 林景一（11年駐英大使・08年内閣官房副長官補・08年駐アイルランド大使）
- 小田部陽一（11年ジュネーブ国際機関政府代表部大使・08年経済担当外務審議官）
- 吉川元偉（13年国連大使・10年OECD大使・09年アフガニスタン・パキスタン支援担当大使・06年駐スペイン大使）
- 高松明（11年駐スロバキア大使・科学技術振興機構理事・06年駐キューバ大使）
- 石田仁宏（08年駐アルゼンチン大使・05年駐ペルー大使・72年語学研修員採用、74年外務省公務員採用上級試験に合格して再入省）
- 四宮信隆（10年駐ポルトガル大使・07年駐ドミニカ共和国大使）
- 原田親仁（16年日露関係担当大使・11年駐露大使・08年駐チェコ大使）
- 目賀田周一郎（11年駐メキシコ大使・08年駐ペルー大使）
- 卜部敏直（11年駐フィリピン大使・07年駐アイルランド大使）
- 遠藤茂（09年駐サウジアラビア大使・07年駐チュニジア大使）
- 多賀敏行（12年駐ラトビア大使･09年駐チュニジア大使）
- 城田安紀夫（10年駐ノルウェー大使・07年駐イラン大使・04年イラク復興支援等調整担当大使・01年駐カタール大使）
- 山本忠通（12年駐ハンガリー大使・10年アフガニスタン・パキスタン支援担当大使・08年ユネスコ日本政府代表部大使）
- 山中誠（11年駐ポーランド大使・10年科学技術担当大使・07年駐シンガポール大使）
- 佐藤重和（12年駐タイ王国大使・10年駐オーストラリア大使）
- 中根猛（12年駐独大使・09年ウィーン国際機関代表部大使）
- 黒木雅文（13年駐セルビア大使・09年駐カンボジア大使）
- 西ヶ廣渉（14年宮内庁宮務主管・12年駐ルクセンブルク大使・09年駐リビア大使）
- 吉澤裕（12年駐南アフリカ共和国大使・08年駐フィジー大使）
- 貞岡義幸（10年駐パラオ大使）
- 寒川富士夫（10年駐マラウイ大使）
- 沼田幹男（12年駐ミャンマー大使・11年外務省領事局長）
- 白石和子（12年駐リトアニア大使）
- 高橋二雄（13年駐アゼルバイジャン大使）
- 小池孝行（13年駐キルギス大使）
- 中北徹（07年アジア・ゲートウェイ戦略会議座長代理）